# Daniel Nestor
Daniel Mark Nestor, alla nascita Danijel Nestorović (Данијел Несторовић) (in serbo Данијел Нестор, Danijel Nestor?; Belgrado, 4 settembre 1972), è un ex tennista canadese di origini serbe.
Professionista dal 1991 al 2018, in carriera ha conquistato 91 titoli di doppio, inclusi otto tornei del Grande Slam, la medaglia d'oro ai Giochi Olimpici di Sydney 2000 e quattro ATP World Tour Finals. Inoltre ha vinto quattro titoli Slam nel doppio misto. È il doppista con il maggior numero di partite giocate nell'Era Open e il primo a vincere tutti i tornei Slam, tutti i Masters 1000, l'oro olimpico e le Finals, impresa ripetuta poi dai gemelli Bob e Mike Bryan. Ha raggiunto la prima posizione della classifica mondiale ATP di doppio per la prima volta nell'agosto 2002 ed è stato classificato ininterrottamente tra i primi 100 giocatori del mondo per 24 anni, dall'aprile 1994 all'aprile 2018. In singolare si è spinto fino al numero 58 nel 1999.

## Biografia
Nato nel 1972 a Belgrado, si è trasferito in Canada con la famiglia nel 1976. Nel 1991 è passato al professionismo dedicandosi sia al singolare che al doppio.

### In singolare
In singolare raccoglie scarsi risultati fino al 1998, anno in cui si affaccia nelle prime 100 posizioni del ranking e si aggiudica alcuni challenger sul cemento americano, ma la sua stagione migliore è quella successiva in cui scala la classifica fino alla 58ª posizione e disputa quello che forse è il miglior torneo della carriera a Wimbledon giungendo fino al quarto turno in cui viene eliminato per mano di Pete Sampras. Dal 2000 il suo impegno nel singolare cala drasticamente per limitarsi solo ai match di Coppa Davis e al Canada Masters a cui prende parte grazie ad una wild card fino al 2006, quando viene eliminato al primo turno dalla testa di serie numero 14 Tomáš Berdych.

### In doppio
Totalmente diverso il suo percorso nel doppio, specialità in cui entra fra i primi 100 già a partire dal 1994, stagione in cui coglie il primo risultato di rilievo arrivando fino ai quarti degli Australian Open in coppia con il connazionale Sébastien Lareau. In aprile raccoglie una semifinale ad Hong Kong e si aggiudica i challenger di Nagoya e Taipei, passando dalla 108ª alla 72ª posizione.
Due mesi dopo in coppia con Alex O'Brien è in semifinale al Master di casa e a settembre arriva il primo successo in un torneo ATP International Series al Bancolombia Open di Bogotà, seguita da quella nel challengere di Monterey in Messico.
Nel 1995 comincia a fare coppia col bahamense Mark Knowles con cui vince subito il challenger di Wellington e la settimana dopo perde la finale degli Australian Open contro Jared Palmer e Richey Reneberg. A febbraio arrivano le semifinali di Memphis e Filadelfia, ma bisognerà aspettare luglio e il Torneo di Wimbledon prima di vedere la coppia raggiungere un altro risultato di prestigio con la semifinale persa contro gli australiani Todd Woodbridge e Mark Woodforde. Un mese dopo in breve periodo vengono sconfitti in finale a Cincinnati, vincono il torneo di Indianapolis e perdono a quarti agli US Open. Segue poi la vittoria al challenger di Monterey e la semifinale a Stoccolma, grazie alla quale Nestor entra nella top ten del ranking. Chiudono l'anno partecipando all'ATP Tour World Championships dove vengono eliminati al round robin.
Nel 2014 ottiene il suo terzo Australian Open nel doppio misto in coppia con Kristina Mladenovic contro Sania Mirza e Horia Tecău. È in finale agli Australian Open con la Mladenovic anche l'anno successivo, ma non si aggiudicano il titolo.
La sua ultima stagione a grandi livelli è il 2016 quando a 44 anni vince 3 tornei ATP e raggiunge la finale agli Australian Open con Radek Štěpánek. Nel 2017 raggiunge una finale ATP, perdendola. Nel 2018 gioca con vari partner diversi vincendo ancora qualche partita, poi termina la carriera in Coppa Davis a settembre all'età di 46 anni.

## Statistiche

### Doppio

#### Vittorie (91)
| Legenda                                                                   |
| Grande Slam (8)                                                           |
| Tour World Championships / Tennis Masters Cup / ATP World Tour Finals (4) |
| Super 9 / Masters Series / ATP Masters 1000 (28)                          |
| Oro Olimpico (1)                                                          |
| Championship Series / International Series Gold / ATP World Tour 500 (20) |
| World Series / International Series / ATP World Tour 250 (30)             |

| Numero | Data              | Torneo                                              | Superficie  | Compagno               | Avversari in finale                       | Punteggio                   |
| 1.     | 19 settembre 1994 | Bancolombia Open, Bogotà                            | Terra rossa | Mark Knowles           | Luke Jensen Murphy Jensen                 | 6–4, 7–6(5)                 |
| 2.     | 21 agosto 1995    | RCA Championships, Indianapolis (1)                 | Cemento     | Mark Knowles           | Scott Davis Todd Martin                   | 6–3, 7–5                    |
| 3.     | 8 gennaio 1996    | Qatar Open ATP, Doha (1)                            | Cemento     | Mark Knowles           | Jacco Eltingh Paul Haarhuis               | 7–6(3), 6–3                 |
| 4.     | 26 febbraio 1996  | Kroger St. Jude International, Memphis (1)          | Cemento (i) | Mark Knowles           | Todd Woodbridge Mark Woodforde            | 6–4, 7–5                    |
| 5.     | 13 maggio 1996    | ATP German Open, Amburgo (1)                        | Terra rossa | Mark Knowles           | Guy Forget Jakob Hlasek                   | 6–2, 6–4                    |
| 6.     | 12 agosto 1996    | Cincinnati Open, Mason (1)                          | Cemento     | Mark Knowles           | Sandon Stolle Cyril Suk                   | 6–2, 7–5                    |
| 7.     | 17 marzo 1997     | BNP Paribas Open, Indian Wells (1)                  | Cemento     | Mark Knowles           | Mark Philippoussis Patrick Rafter         | 7–5, 6–4                    |
| 8.     | 19 maggio 1997    | Internazionali d'Italia, Roma (1)                   | Terra rossa | Mark Knowles           | Byron Black Alex O'Brien                  | 6–3, 4–6, 7–5               |
| 9.     | 20 aprile 1998    | Japan Open Tennis Championships, Tokyo              | Cemento     | Sébastien Lareau       | Olivier Delaître Stefano Pescosolido      | 6–4, 3–6, 6–4               |
| 10.    | 17 agosto 1998    | Cincinnati Open, Mason (2)                          | Cemento     | Mark Knowles           | Olivier Delaître Fabrice Santoro          | 6-1, 2-1, rit.              |
| 11.    | 18 gennaio 1999   | Adidas International, Sydney (1)                    | Cemento     | Sébastien Lareau       | Patrick Galbraith Paul Haarhuis           | 6–3, 6–4                    |
| 12.    | 11 ottobre 1999   | Shanghai Open, Shanghai                             | Cemento     | Sébastien Lareau       | Todd Woodbridge Mark Woodforde            | 7–5, 6–3                    |
| 13.    | 7 agosto 2000     | Canada Open, Toronto (1)                            | Cemento     | Sébastien Lareau       | Joshua Eagle Andrew Florent               | 6–3, 7–6(3)                 |
| 14.    | 2 ottobre 2000    | Giochi della XXVII Olimpiade, Sydney                | Cemento     | Sébastien Lareau       | Todd Woodbridge Mark Woodforde            | 5–7, 6–3, 6–4, 7–6(2)       |
| 15.    | 13 novembre 2000  | St. Petersburg Open, San Pietroburgo (1)            | Cemento (i) | Kevin Ullyett          | Thomas Shimada Myles Wakefield            | 7–6(5), 7–5                 |
| 16.    | 27 novembre 2000  | Stockholm Open, Stoccolma                           | Cemento (i) | Mark Knowles           | Petr Pála Pavel Vízner                    | 6–3, 6–2                    |
| 17.    | 8 gennaio 2001    | Qatar Open ATP, Doha (2)                            | Cemento     | Mark Knowles           | Joan Balcells Andrej Ol'chovskij          | 6–3, 6–1                    |
| 18.    | 15 gennaio 2001   | Adidas International, Sydney (2)                    | Cemento     | Sandon Stolle          | Jonas Björkman Todd Woodbridge            | 2–6, 7–6(4), 7–6(5)         |
| 19.    | 18 giugno 2001    | Halle Open, Halle                                   | Erba        | Sandon Stolle          | Maks Mirny Patrick Rafter                 | 6–4, 6(5)–7, 6–1            |
| 20.    | 15 ottobre 2001   | Grand Prix de Tennis de Lyon, Lione                 | Sintetico   | Nenad Zimonjić         | Arnaud Clément Sébastien Grosjean         | 6–1, 6–2                    |
| 21.    | 28 gennaio 2002   | Australian Open, Melbourne (1)                      | Cemento     | Mark Knowles           | Michaël Llodra Fabrice Santoro            | 7–6(4), 6–3                 |
| 22.    | 4 marzo 2002      | Dubai Tennis Championships, Dubai (1)               | Cemento     | Mark Knowles           | Joshua Eagle Sandon Stolle                | 3–6, 6–3, [13-11]           |
| 23.    | 18 marzo 2002     | Pacific Life Open, Indian Wells (2)                 | Cemento     | Mark Knowles           | Roger Federer Maks Mirny                  | 6–4, 6–4                    |
| 24.    | 1º aprile 2002    | NASDAQ-100 Open, Miami (1)                          | Cemento     | Mark Knowles           | Donald Johnson Jared Palmer               | 4–6, 7–6(6), 6–2            |
| 25.    | 19 agosto 2002    | Indianapolis Tennis Championships, Indianapolis (2) | Cemento     | Mark Knowles           | Mahesh Bhupathi Maks Mirny                | 4–6, 7–6(3), 6–4            |
| 26.    | 21 ottobre 2002   | Madrid Masters, Madrid (1)                          | Cemento (i) | Mark Knowles           | Mahesh Bhupathi Maks Mirny                | 6–4, 6–3                    |
| 27.    | 24 febbraio 2003  | RMK Championships, Memphis (2)                      | Cemento (i) | Mark Knowles           | Bob Bryan Mike Bryan                      | 6–2, 7–6(3)                 |
| 28.    | 3 marzo 2003      | Abierto Mexicano Telcel, Acapulco                   | Terra rossa | Mark Knowles           | David Ferrer Fernando Vicente             | 6–3, 6–3                    |
| 29.    | 28 aprile 2003    | U.S. Men's Clay Court Championships, Houston (1)    | Terra rossa | Mark Knowles           | Jan-Michael Gambill Graydon Oliver        | 6–4, 6–3                    |
| 30.    | 19 maggio 2003    | Hamburg Masters, Amburgo (2)                        | Terra rossa | Mark Knowles           | Mahesh Bhupathi Maks Mirny                | 6–4, 7–6(10)                |
| 31.    | 16 giugno 2003    | Queen's Club Championships, Londra (1)              | Erba        | Mark Knowles           | Mahesh Bhupathi Maks Mirny                | 6–3, 6–4                    |
| 32.    | 27 ottobre 2003   | Swiss Indoors, Basilea (1)                          | Sintetico   | Mark Knowles           | Lucas Arnold Ker Mariano Hood             | 6–4, 6–2                    |
| 33.    | 1º marzo 2004     | Marseille Open, Marsiglia                           | Cemento (i) | Mark Knowles           | Martin Damm Cyril Suk                     | 7–5, 6–3                    |
| 34.    | 3 maggio 2004     | Torneo Godó, Barcellona (1)                         | Terra rossa | Mark Knowles           | Mariano Hood Sebastián Prieto             | 6–3, 6–2                    |
| 35.    | 9 agosto 2004     | Cincinnati Masters, Mason (3)                       | Cemento     | Mark Knowles           | Jonas Björkman Todd Woodbridge            | 7–6(5), 6–3                 |
| 36.    | 13 settembre 2004 | US Open, New York                                   | Cemento     | Mark Knowles           | Leander Paes David Rikl                   | 6–3, 6–3                    |
| 37.    | 25 ottobre 2004   | Madrid Masters, Madrid (2)                          | Cemento (i) | Mark Knowles           | Bob Bryan Mike Bryan                      | 6–3, 6–4                    |
| 38.    | 21 marzo 2005     | Pacific Life Open, Indian Wells (3)                 | Cemento     | Mark Knowles           | Wayne Arthurs Paul Hanley                 | 7–6(6), 7–6(2)              |
| 39.    | 25 aprile 2005    | U.S. Men's Clay Court Championships, Houston (2)    | Terra rossa | Mark Knowles           | Martín García Luis Horna                  | 6–3, 6–4                    |
| 40.    | 17 ottobre 2005   | Vienna Open, Vienna (1)                             | Cemento (i) | Mark Knowles           | Jonathan Erlich Andy Ram                  | 5–3, 5–42                   |
| 41.    | 24 ottobre 2005   | Madrid Masters, Madrid (3)                          | Cemento (i) | Mark Knowles           | Leander Paes Nenad Zimonjić               | 3–6, 6–3, 6–2               |
| 42.    | 6 febbraio 2006   | International Tennis Championships, Delray Beach    | Cemento     | Mark Knowles           | Chris Haggard Wesley Moodie               | 6–2, 6–3                    |
| 43.    | 20 marzo 2006     | Pacific Life Open, Indian Wells (4)                 | Cemento     | Mark Knowles           | Bob Bryan Mike Bryan                      | 6–4, 6–4                    |
| 44.    | 1º maggio 2006    | Torneo Godó, Barcellona (2)                         | Terra rossa | Mark Knowles           | Mariusz Fyrstenberg Marcin Matkowski      | 6(5)–7, 6–3, [10-5]         |
| 45.    | 15 maggio 2006    | Internazionali d'Italia, Roma (2)                   | Terra rossa | Mark Knowles           | Jonathan Erlich Andy Ram                  | 4–6, 6–4, [10-6]            |
| 46.    | 30 ottobre 2006   | Swiss Indoors, Basilea (2)                          | Sintetico   | Mark Knowles           | Mariusz Fyrstenberg Marcin Matkowski      | 4–6, 6–4, [10-8]            |
| 47.    | 11 giugno 2007    | Open di Francia, Parigi (1)                         | Terra rossa | Mark Knowles           | Lukáš Dlouhý Pavel Vízner                 | 2–6, 6–3, 6–4               |
| 48.    | 17 giugno 2007    | Queen's Club Championships, Londra(2)               | Erba        | Mark Knowles           | Bob Bryan Mike Bryan                      | 7–6(4), 7–5                 |
| 49.    | 28 ottobre 2007   | St. Petersburg Open, San Pietroburgo (2)            | Sintetico   | Nenad Zimonjić         | Jürgen Melzer Todd Perry                  | 6–1, 7–6(3)                 |
| 50.    | 18 novembre 2007  | Tennis Masters Cup, Shanghai (1)                    | Cemento     | Mark Knowles           | Simon Aspelin Julian Knowle               | 6–2, 6–3                    |
| 51.    | 18 maggio 2008    | Hamburg Masters, Amburgo (3)                        | Terra rossa | Nenad Zimonjić         | Bob Bryan Mike Bryan                      | 6–4, 5–7, [10-8]            |
| 52.    | 15 giugno 2008    | Queen's Club Championships, Londra (3)              | Erba        | Nenad Zimonjić         | Marcelo Melo André Sá                     | 6–4, 7–6(3)                 |
| 53.    | 5 luglio 2008     | Torneo di Wimbledon, Londra (1)                     | Erba        | Nenad Zimonjić         | Jonas Björkman Kevin Ullyett              | 7–6(12), 6(3)–7, 6–3, 6–3   |
| 54.    | 27 luglio 2008    | Canada Masters, Toronto (2)                         | Cemento     | Nenad Zimonjić         | Bob Bryan Mike Bryan                      | 6–2, 4–6, [10-6]            |
| 55.    | 16 novembre 2008  | Tennis Masters Cup, Shanghai (2)                    | Cemento     | Nenad Zimonjić         | Bob Bryan Mike Bryan                      | 7–6(3), 6–2                 |
| 56.    | 15 febbraio 2009  | ABN AMRO World Tennis Tournament, Rotterdam (1)     | Cemento (i) | Nenad Zimonjić         | Lukáš Dlouhý Leander Paes                 | 6–2, 7–5                    |
| 57.    | 19 aprile 2009    | Monte-Carlo Rolex Masters, Monte Carlo (1)          | Terra rossa | Nenad Zimonjić         | Bob Bryan Mike Bryan                      | 6–4, 6–1                    |
| 58.    | 26 aprile 2009    | Torneo Godó, Barcellona (3)                         | Terra rossa | Nenad Zimonjić         | Mahesh Bhupathi Mark Knowles              | 6–3, 7–6(9)                 |
| 59.    | 3 maggio 2009     | Internazionali d'Italia, Roma (3)                   | Terra rossa | Nenad Zimonjić         | Bob Bryan Mike Bryan                      | 7–6(5), 6–3                 |
| 60.    | 17 maggio 2009    | Mutua Madrileña Madrid Open, Madrid (4)             | Terra rossa | Nenad Zimonjić         | Simon Aspelin Wesley Moodie               | 6–4, 6–4                    |
| 61.    | 4 luglio 2009     | Torneo di Wimbledon, Londra (2)                     | Erba        | Nenad Zimonjić         | Bob Bryan Mike Bryan                      | 7–6(7), 6(3)–7, 7–6(3), 6–3 |
| 62.    | 23 agosto 2009    | Cincinnati Masters, Cincinnati (4)                  | Cemento     | Nenad Zimonjić         | Bob Bryan Mike Bryan                      | 3–6, 7–6(2), [15-13]        |
| 63.    | 8 novembre 2009   | Swiss Indoors, Basilea (3)                          | Cemento (i) | Nenad Zimonjić         | Bob Bryan Mike Bryan                      | 6–2, 6–3                    |
| 64.    | 15 novembre 2009  | BNP Paribas Masters, Parigi                         | Cemento (i) | Nenad Zimonjić         | Marcel Granollers Tommy Robredo           | 6–3, 6–4                    |
| 65.    | 16 gennaio 2010   | Medibank International, Sydney (3)                  | Cemento     | Nenad Zimonjić         | Ross Hutchins Jordan Kerr                 | 6–3, 7–6(5)                 |
| 66.    | 14 febbraio 2010  | ABN AMRO World Tennis Tournament, Rotterdam (2)     | Cemento (i) | Nenad Zimonjić         | Simon Aspelin Paul Hanley                 | 6–4, 4–6, [10-7]            |
| 67.    | 18 aprile 2010    | Monte-Carlo Rolex Masters, Monte Carlo (2)          | Terra rossa | Nenad Zimonjić         | Mahesh Bhupathi Maks Mirny                | 6–3, 2–0, rit.              |
| 68.    | 25 aprile 2010    | Torneo Godó, Barcellona (4)                         | Terra rossa | Nenad Zimonjić         | Lleyton Hewitt Mark Knowles               | 4-6, 6-3, [10-6]            |
| 69.    | 25 aprile 2010    | Open di Francia, Parigi (2)                         | Terra rossa | Nenad Zimonjić         | Lukáš Dlouhý Leander Paes                 | 7-5, 6-2                    |
| 70.    | 31 ottobre 2010   | Vienna Open, Vienna (2)                             | Cemento (i) | Nenad Zimonjić         | Mariusz Fyrstenberg Marcin Matkowski      | 7–5, 3–6, [10-5]            |
| 71.    | 28 novembre 2010  | ATP World Tour Finals, Londra (3)                   | Cemento (i) | Nenad Zimonjić         | Maks Mirny Mahesh Bhupathi                | 7–6(6), 6-4                 |
| 72.    | 20 febbraio 2011  | RMK Championships, Memphis (3)                      | Cemento     | Maks Mirny             | Eric Butorac Jean-Julien Rojer            | 6–2, 6(6)–7, [10–3]         |
| 73.    | 4 giugno 2011     | Open di Francia, Parigi (3)                         | Terra rossa | Maks Mirny             | Juan Sebastián Cabal Eduardo Schwank      | 7–6(3), 3–6, 6–4            |
| 74.    | 16 ottobre 2011   | Shanghai Rolex Masters, Shanghai (3)                | Cemento     | Maks Mirny             | Michaël Llodra Nenad Zimonjić             | 3-6, 6-1, [12-10]           |
| 75.    | 26 novembre 2011  | ATP World Tour Finals, Londra (4)                   | Cemento (i) | Maks Mirny             | Mariusz Fyrstenberg Marcin Matkowski      | 7-5, 6-3                    |
| 76.    | 8 gennaio 2012    | Brisbane International, Brisbane (1)                | Cemento     | Maks Mirny             | Jürgen Melzer Philipp Petzschner          | 6-1, 6-2                    |
| 77.    | 26 febbraio 2012  | RMK Championships, Memphis (4)                      | Cemento     | Maks Mirny             | Ivan Dodig Marcelo Melo                   | 4-6, 7-5, [10-7]            |
| 78.    | 9 giugno 2012     | Open di Francia, Parigi (4)                         | Terra rossa | Maks Mirny             | Bob Bryan Mike Bryan                      | 6-4, 6–4                    |
| 79.    | 17 giugno 2012    | Queen's Club Championships, Londra (4)              | Erba        | Maks Mirny             | Bob Bryan Mike Bryan                      | 6–3, 6–4                    |
| 80.    | 28 ottobre 2012   | Swiss Indoors, Basilea (4)                          | Cemento (i) | Nenad Zimonjić         | Treat Conrad Huey Dominic Inglot          | 7-5, 6(4)–7, [10-5]         |
| 81.    | 24 agosto 2013    | Winston-Salem Open, Winston-Salem                   | Cemento     | Leander Paes           | Treat Conrad Huey Dominic Inglot          | 7–6(10), 7-5                |
| 82.    | 5 gennaio 2014    | Brisbane International, Brisbane (2)                | Cemento     | Mariusz Fyrstenberg    | Juan Sebastián Cabal Robert Farah Maksoud | 6(4)–7, 6-4, [10-7]         |
| 83.    | 11 gennaio 2014   | Apia International Sydney, Sydney (4)               | Cemento     | Nenad Zimonjić         | Rohan Bopanna Aisam-ul-Haq Qureshi        | 7–6(3), 7–6(3)              |
| 84.    | 11 maggio 2014    | Mutua Madrileña Madrid Open, Madrid (5)             | Terra rossa | Nenad Zimonjić         | Bob Bryan Mike Bryan                      | 6-4, 6-2                    |
| 85.    | 18 maggio 2014    | Internazionali d'Italia, Roma (4)                   | Terra rossa | Nenad Zimonjić         | Robin Haase Feliciano López               | 6–4, 7–6(2)                 |
| 86.    | 18 gennaio 2015   | Apia International Sydney, Sydney (5)               | Cemento     | Rohan Bopanna          | Jean-Julien Rojer Horia Tecău             | 6-4, 7–6(5)                 |
| 87.    | 28 febbraio 2015  | Dubai Tennis Championships, Dubai (2)               | Cemento     | Rohan Bopanna          | Aisam-ul-Haq Qureshi Nenad Zimonjić       | 6–4, 6–1                    |
| 88.    | 23 agosto 2015    | Western & Southern Open, Cincinnati (5)             | Cemento     | Édouard Roger-Vasselin | Marcin Matkowski Nenad Zimonjić           | 6–2, 6–2                    |
| 89.    | 25 giugno 2016    | Aegon Open Nottingham, Nottingham                   | Erba        | Dominic Inglot         | Ivan Dodig Marcelo Melo                   | 7-5, 7–6(4)                 |
| 90.    | 24 luglio 2016    | Citi Open, Washington                               | Cemento     | Édouard Roger-Vasselin | Łukasz Kubot Alexander Peya               | 7–6(3), 7–6(4)              |
| 91.    | 23 ottobre 2016   | European Open, Anversa                              | Cemento (i) | Édouard Roger-Vasselin | Pierre-Hugues Herbert Nicolas Mahut       | 6-4, 6-4                    |

#### Finali perse (60)
| Legenda                                                                   |
| Grande Slam (9)                                                           |
| Tour World Championships / Tennis Masters Cup / ATP World Tour Finals (2) |
| Super 9 / Masters Series / ATP Masters 1000 (19)                          |
| Championship Series / International Series Gold / ATP World Tour 500 (11) |
| World Series / International Series / ATP World Tour 250 (19)             |

| Numero | Data             | Torneo                                          | Superficie    | Compagno               | Avversari in finale                | Punteggio             |
| 1.     | 16 gennaio 1995  | Australian Open, Melbourne (1)                  | Cemento       | Mark Knowles           | Jared Palmer Richey Reneberg       | 3-6, 6-3, 3-6, 2-6    |
| 2.     | 7 agosto 1995    | Cincinnati Open, Cincinnati                     | Cemento       | Mark Knowles           | Todd Woodbridge Mark Woodforde     | 2-6, 0-3 RIT.         |
| 3.     | 10 giugno 1996   | Wilkinson Championships, 's-Hertogenbosch       | Erba          | Anders Järryd          | Paul Kilderry Pavel Vízner         | 5–7, 3–6              |
| 4.     | 19 agosto 1996   | Canada Open, Montréal (1)                       | Cemento       | Mark Knowles           | Patrick Galbraith Paul Haarhuis    | 6–7, 3–6              |
| 5.     | 17 febbraio 1997 | Sybase Open, San Jose                           | Cemento (i)   | Mark Knowles           | Brian MacPhie Gary Muller          | 6–4, 6–7, 5–7         |
| 6.     | 24 marzo 1997    | Lipton Championships, Key Biscayne (1)          | Cemento       | Mark Knowles           | Todd Woodbridge Mark Woodforde     | 4–6, 6–3, 3–6         |
| 7.     | 19 gennaio 1998  | Sydney International, Sydney (1)                | Cemento (i)   | Jacco Eltingh          | Todd Woodbridge Mark Woodforde     | 3–6, 5–7              |
| 8.     | 25 maggio 1998   | Open di Francia, Parigi (1)                     | Terra rossa   | Mark Knowles           | Jacco Eltingh Paul Haarhuis        | 3–6, 6–3, 3–6         |
| 9.     | 22 giugno 1998   | Nottingham Open, Nottingham                     | Erba          | Sébastien Lareau       | Justin Gimelstob Byron Talbot      | 5–7, 7–6, 4–6         |
| 10.    | 24 agosto 1998   | Indianapolis Tennis Championships, Indianapolis | Cemento       | Mark Knowles           | Jiří Novák David Rikl              | 2–6, 6–7              |
| 11.    | 31 agosto 1998   | US Open, New York                               | Cemento       | Mark Knowles           | Sandon Stolle Cyril Suk            | 6–4, 6–7, 2–6         |
| 12.    | 16 novembre 1998 | ATP Tour World Championships, Hartford (1)      | Sintetico (i) | Mark Knowles           | Jacco Eltingh Paul Haarhuis        | 4–6, 2–6, 5–7         |
| 13.    | 20 novembre 2000 | Paris Masters, Parigi (1)                       | Sintetico (i) | Paul Haarhuis          | Nicklas Kulti Maks Mirny           | 4–6, 5–7              |
| 14.    | 4 marzo 2001     | Dubai Tennis Championships, Dubai (1)           | Cemento       | Nenad Zimonjić         | Joshua Eagle Sandon Stolle         | 4–6, 4–6              |
| 15.    | 7 maggio 2001    | Rome Masters, Roma (1)                          | Terra rossa   | Sandon Stolle          | Wayne Ferreira Evgenij Kafel'nikov | 4–6, 6(6)–7           |
| 16.    | 14 maggio 2001   | Hamburg Masters, Amburgo (1)                    | Terra rossa   | Sandon Stolle          | Jonas Björkman Todd Woodbridge     | 6(2)–7, 6–3, 3–6      |
| 17.    | 25 febbraio 2002 | ABN AMRO World Tennis Tournament, Rotterdam     | Cemento (i)   | Mark Knowles           | Roger Federer Maks Mirny           | 6–4, 3–6, [4–10]      |
| 18.    | 11 marzo 2002    | Tennis Channel Open, Scottsdale                 | Cemento       | Mark Knowles           | Bob Bryan Mike Bryan               | 5–7, 6(6)–7           |
| 19.    | 27 maggio 2002   | Open di Francia, Parigi (2)                     | Terra rossa   | Mark Knowles           | Paul Haarhuis Evgenij Kafel'nikov  | 5–7, 4–6              |
| 20.    | 24 giugno 2002   | Wimbledon, Londra                               | Erba          | Mark Knowles           | Jonas Björkman Todd Woodbridge     | 1–6, 2–6, 7–6(6), 5–7 |
| 21.    | 29 luglio 2002   | Canada Masters, Toronto (2)                     | Cemento       | Mark Knowles           | Bob Bryan Mike Bryan               | 6–4, 6(1)–7, 3–6      |
| 22.    | 14 novembre 2002 | Grand Prix de Tennis de Lyon, Lione             | Sintetico (i) | Mark Knowles           | Wayne Black Kevin Ullyett          | 4–6, 6–3, 6(3)–7      |
| 23.    | 28 ottobre 2002  | Swiss Indoors, Basilea                          | Sintetico (i) | Mark Knowles           | Bob Bryan Mike Bryan               | 6(1)–7, 5–7           |
| 24.    | 6 gennaio 2003   | Qatar Open ATP, Doha (1)                        | Cemento       | Mark Knowles           | Martin Damm Cyril Suk              | 4–6, 6(8)–7           |
| 25.    | 13 gennaio 2003  | Australian Open, Melbourne (2)                  | Cemento (i)   | Mark Knowles           | Michaël Llodra Fabrice Santoro     | 4–6, 6–3, 3–6         |
| 26.    | 14 giugno 2004   | Queen's Club Championships, Londra              | Erba          | Mark Knowles           | Bob Bryan Mike Bryan               | 4–6, 4–6              |
| 27.    | 14 febbraio 2005 | Open 13, Marsiglia (1)                          | Cemento (i)   | Mark Knowles           | Martin Damm Radek Štěpánek         | 6(4)–7, 6(5)–7        |
| 28.    | 31 ottobre 2005  | Paris Masters, Parigi (2)                       | Sintetico (i) | Mark Knowles           | Bob Bryan Mike Bryan               | 4–6, 7–6(3), 4–6      |
| 29.    | 20 febbraio 2006 | Open 13, Marsiglia (2)                          | Cemento (i)   | Mark Knowles           | Martin Damm Radek Štěpánek         | 2–6, 7–6(4), [3–10]   |
| 30.    | 6 marzo 2006     | Dubai Tennis Championships, Dubai (2)           | Cemento       | Mark Knowles           | Paul Hanley Kevin Ullyett          | 6–1, 2–6, [1–10]      |
| 31.    | 22 maggio 2006   | Hamburg Masters, Amburgo (2)                    | Terra rossa   | Mark Knowles           | Paul Hanley Kevin Ullyett          | 6–4, 6(5)–7, [4–10]   |
| 32.    | 16 ottobre 2006  | Madrid Masters, Madrid (1)                      | Cemento (i)   | Mark Knowles           | Bob Bryan                          | 5–7, 4–6              |
| 33.    | 13 novembre 2006 | Tennis Masters Cup, Shanghai (2)                | Cemento       | Mark Knowles           | Jonas Björkman Maks Mirny          | 2–6, 4–6              |
| 34.    | 15 gennaio 2007  | Medibank International, Sydney (2)              | Cemento       | Mark Knowles           | Paul Hanley Kevin Ullyett          | 4–6, 7–6(3), [6–10]   |
| 35.    | 19 febbraio 2007 | Open 13, Marsiglia (3)                          | Cemento (i)   | Mark Knowles           | Arnaud Clément Michaël Llodra      | 5–7, 6–4, [8–10]      |
| 36.    | 16 aprile 2007   | U.S. Men's Clay Court Championships, Houston    | Terra rossa   | Mark Knowles           | Bob Bryan Mike Bryan               | 6(3)–7, 4–6           |
| 37.    | 3 novembre 2007  | Paris Masters, Parigi (3)                       | Cemento (i)   | Nenad Zimonjić         | Bob Bryan                          | 3–6, 6(4)–7           |
| 38.    | 13 marzo 2008    | Pacific Life Open, Indian Wells                 | Cemento       | Nenad Zimonjić         | Jonathan Erlich Andy Ram           | 4–6, 4–6              |
| 39.    | 5 maggio 2008    | Internazionali BNL d'Italia, Roma (2)           | Terra rossa   | Nenad Zimonjić         | Bob Bryan Mike Bryan               | 6–3, 4–6, [8–10]      |
| 40.    | 25 maggio 2008   | Open di Francia, Parigi (3)                     | Terra rossa   | Nenad Zimonjić         | Pablo Cuevas Luis Horna            | 2–6, 3–6              |
| 41.    | 9 gennaio 2009   | Qatar Open ATP, Doha (2)                        | Cemento       | Nenad Zimonjić         | Marc López Rafael Nadal            | 6–4, 4–6, [8–10]      |
| 42.    | 17 gennaio 2009  | Medibank International, Sydney (3)              | Cemento       | Nenad Zimonjić         | Bob Bryan Mike Bryan               | 1–6, 6(3)–7           |
| 43.    | 10 gennaio 2010  | Australian Open, Melbourne (3)                  | Cemento (i)   | Nenad Zimonjić         | Bob Bryan Mike Bryan               | 3–6, 7–6(5), 3–6      |
| 44.    | 11 marzo 2010    | BNP Paribas Open, Indian Wells (2)              | Cemento       | Nenad Zimonjić         | Marc López Rafael Nadal            | 6(8)–7, 3–6           |
| 45.    | 9 maggio 2010    | Mutua Madrileña Madrid Open, Madrid (2)         | Terra rossa   | Nenad Zimonjić         | Bob Bryan Mike Bryan               | 3–6, 4–6              |
| 46.    | 7 novembre 2010  | Swiss Indoors Basel, Basilea (2)                | Cemento (i)   | Nenad Zimonjić         | Bob Bryan Mike Bryan               | 3–6, 6–3, [3–10]      |
| 47.    | 23 marzo 2011    | Sony Ericsson Open, Key Biscayne (2)            | Cemento       | Maks Mirny             | Mahesh Bhupathi Leander Paes       | 7–6(5), 2–6, [5–10]   |
| 48.    | 30 ottobre 2011  | Vienna Open, Vienna                             | Cemento (i)   | Maks Mirny             | Bob Bryan Mike Bryan               | 6(10)–7, 3–6          |
| 49.    | 5 novembre 2011  | Swiss Indoors Basel, Basilea (3)                | Cemento (i)   | Maks Mirny             | Michaël Llodra Nenad Zimonjić      | 4–6, 5–7              |
| 50.    | 21 marzo 2012    | Sony Ericsson Open, Key Biscayne (3)            | Cemento       | Maks Mirny             | Leander Paes Radek Štěpánek        | 6–3, 1–6, [8–10]      |
| 51.    | 15 aprile 2012   | Monte-Carlo Rolex Masters, Monte-Carlo          | Terra rossa   | Maks Mirny             | Bob Bryan Mike Bryan               | 2–6, 3–6              |
| 52.    | 28 aprile 2013   | Barcelona Open Banc Sabadell, Barcellona (1)    | Terra rossa   | Robert Lindstedt       | Alexander Peya Bruno Soares        | 7–5, 6(7)–7, [4–10]   |
| 53.    | 20 ottobre 2013  | Vienna Open, Vienna                             | Cemento (i)   | Julian Knowle          | Florin Mergea Lukáš Rosol          | 5-7, 4-6              |
| 54.    | 1º marzo 2014    | Dubai Tennis Championships, Dubai (3)           | Cemento       | Nenad Zimonjić         | Rohan Bopanna Aisam-ul-Haq Qureshi | 4-6, 3-6              |
| 55.    | 27 aprile 2014   | Barcelona Open Banc Sabadell, Barcellona (2)    | Terra rossa   | Nenad Zimonjić         | Jesse Huta Galung Stéphane Robert  | 3-6, 3-6              |
| 56.    | 16 agosto 2015   | Rogers Cup, Montréal (3)                        | Cemento       | Édouard Roger-Vasselin | Bob Bryan Mike Bryan               | 6(5)–7, 6–3, [6–10]   |
| 57.    | 11 ottobre 2015  | China Open, Pechino                             | Cemento       | Édouard Roger-Vasselin | Vasek Pospisil Jack Sock           | 6–3, 3–6, [6–10]      |
| 58.    | 30 gennaio 2016  | Australian Open, Melbourne (4)                  | Cemento       | Radek Štěpánek         | Jamie Murray Bruno Soares          | 6–2, 4–6, 5–7         |
| 59.    | 17 luglio 2016   | International German Open, Amburgo (3)          | Terra rossa   | Aisam-ul-Haq Qureshi   | Henri Kontinen John Peers          | 5-7, 3–6              |
| 60.    | 12 febbraio 2017 | Open Sud de France, Montpellier                 | Cemento (i)   | Fabrice Martin         | Alexander Zverev Miša Zverev       | 4-6, 7–6(3), [7-10]   |

### Doppio misto

#### Vittorie (4)
| Tornei del Grande Slam  |
| ----------------------- |
| Australian Open (3)     |
| Open di Francia (0)     |
| Torneo di Wimbledon (1) |
| US Open (0)             |

| N. | Data            | Torneo                         | Compagna            | Avversari in finale           | Punteggio        |
| 1. | 28 gennaio 2007 | Australian Open, Melbourne (1) | Elena Lichovceva    | Viktoryja Azaranka Maks Mirny | 6–4, 6–4         |
| 2. | 30 gennaio 2011 | Australian Open, Melbourne (2) | Katarina Srebotnik  | Chan Yung-jan Paul Hanley     | 6–3, 3–6, [10–7] |
| 3. | 7 luglio 2013   | Wimbledon, Londra              | Kristina Mladenovic | Bruno Soares Lisa Raymond     | 5–7, 6–2, 8–6    |
| 4. | 26 gennaio 2014 | Australian Open, Melbourne (3) | Kristina Mladenovic | Sania Mirza Horia Tecău       | 6–3, 6-2         |

#### Finali perse (5)
| Tornei del Grande Slam  |
| ----------------------- |
| Australian Open (2)     |
| Open di Francia (2)     |
| Torneo di Wimbledon (0) |
| US Open (1)             |

| N. | Data             | Torneo                         | Compagna            | Avversari in finale               | Punteggio        |
| 1. | 2003             | US Open, New York              | Lina Krasnoruckaja  | Katarina Srebotnik Bob Bryan      | 7–5, 5–7, [5–10] |
| 2. | 29 gennaio 2006  | Australian Open, Melbourne (1) | Elena Lichovceva    | Martina Hingis Mahesh Bhupathi    | 3-6, 3-6         |
| 3. | 9 giugno 2006    | Open di Francia, Parigi (1)    | Elena Lichovceva    | Katarina Srebotnik Nenad Zimonjić | 3-6, 4-6         |
| 4. | 6 giugno 2013    | Open di Francia, Parigi (2)    | Kristina Mladenovic | Lucie Hradecká František Čermák   | 6–1, 4–6, [6–10] |
| 5. | 1º febbraio 2015 | Australian Open, Melbourne (2) | Kristina Mladenovic | Martina Hingis Leander Paes       | 4-6, 3-6         |

## Risultati in progressione
| Sigla | Risultato               |
| ----- | ----------------------- |
| V     | Vincitore               |
| F     | Finalista               |
| SF    | Semifinalista           |
| O     | Oro olimpico            |
| A     | Argento olimpico        |
| SF    | Bronzo olimpico         |
| QF    | Quarti di Finale        |
| 4T    | Quarto turno            |
| 3T    | Terzo turno             |
| 2T    | Secondo turno           |
| 1T    | Primo turno             |
| RR    | Round Robin             |
| LQ    | Turno di qualificazione |
| A     | Assente                 |
| ND    | Non disputato           |

| Legenda superfici    |
| -------------------- |
| Cemento              |
| Terra battuta        |
| Erba                 |
| Superficie variabile |

### Singolare
| Tornei Grande Slam         |     |     |     |     |     |     |     |     |     |     |       |
| Australian Open, Melbourne | 1T  | A   | Q2  | 2T  | 1T  | 1T  | 3T  | 3T  | A   | 3T  | 7–7   |
| Roland Garros, Parigi      | A   | A   | A   | A   | Q3  | 1T  | 1T  | 1T  | Q1  | A   | 0–3   |
| Wimbledon, Londra          | Q1  | Q2  | Q1  | 2T  | 1T  | 1T  | 1T  | 4T  | 2T  | 2T  | 6-7   |
| US Open, New York          | Q3  | 1T  | Q1  | 2T  | A   | 1T  | 1T  | 1T  | 2T  | A   | 2–6   |
| Vittorie-Sconfitte         | 0–1 | 0–1 | 0–0 | 3–3 | 0–2 | 0–4 | 2–4 | 5–4 | 2–2 | 3–2 | 15–23 |

### Doppio
| Tornei Grande Slam            |     |               |               |               |     |               |               |               |     |               |               |               |      |               |               |               |      |               |               |               |      |               |               |               |     |     |        |
| Australian Open, Melbourne    | A   | A             | QF            | F             | QF  | QF            | 1T            | 2T            | A   | QF            | V             | F             | QF   | 1T            | 1T            | SF            | QF   | 2T            | F             | SF            | SF   | 3T            | SF            | 2T            | F   | 2T  | 66-22  |
| Roland Garros, Parigi         | A   | A             | A             | A             | 2T  | 2T            | F             | 2T            | QF  | 3T            | F             | 3T            | QF   | SF            | 2T            | V             | F    | SF            | V             | V             | V    | 2T            | QF            | 3T            | 3T  | 1T  | 69–17  |
| Wimbledon, Londra             | Q3  | Q2            | 1T            | SF            | 3T  | 3T            | 3T            | SF            | QF  | 2T            | F             | QF            | SF   | A             | SF            | QF            | V    | V             | 2T            | 2T            | 2T   | QF            | QF            | 3T            | 2T  | 2T  | 61-21  |
| US Open, New York             | A   | A             | 2T            | QF            | 1T  | 3T            | F             | 1T            | QF  | 3T            | QF            | SF            | V    | 1T            | 3T            | QF            | 3T   | QF            | 3T            | 2T            | 1T   | 3T            | 3T            | 3T            | 1T  | 1T  | 47–23  |
| Vittorie-Sconfitte            | 0–0 | 0–0           | 4–3           | 12–3          | 6–4 | 7–4           | 12–4          | 5–3           | 9–3 | 8–4           | 19–3          | 14–4          | 16–3 | 4–3           | 7–4           | 16–3          | 16–3 | 14–3          | 14–3          | 12–3          | 11–3 | 8–4           | 12–4          | 7–4           | 8–4 | 2–4 | 243–83 |
| Torneo di Fine Anno           |     |               |               |               |     |               |               |               |     |               |               |               |      |               |               |               |      |               |               |               |      |               |               |               |     |     |        |
| ATP World Tour Finals, Londra | A   | A             | A             | RR            | RR  | RR            | F             | A             | A   | A             | ND            | SF            | SF   | RR            | F             | V             | V    | RR            | V             | V             | RR   | A             | RR            | A             | A   | A   | 34-24  |
| Vittorie-Sconfitte            | 0-0 | 0-0           | 0-0           | 0-3           | 1-2 | 0-2           | 3-2           | 0-0           | 0-0 | 0-0           | ND            | 3-1           | 3-1  | 0-3           | 3-2           | 4-1           | 5-0  | 1-2           | 4-1           | 5-0           | 1-2  | 0-0           | 1-2           | 0-0           | 0-0 | 0-0 | 34-24  |
| Giochi Olimpici               |     |               |               |               |     |               |               |               |     |               |               |               |      |               |               |               |      |               |               |               |      |               |               |               |     |     |        |
| Giochi Olimpici               | A   | Non disputati | Non disputati | Non disputati | 2T  | Non disputati | Non disputati | Non disputati | V   | Non disputati | Non disputati | Non disputati | 2T   | Non disputati | Non disputati | Non disputati | 1T   | Non disputati | Non disputati | Non disputati | 2T   | Non disputati | Non disputati | Non disputati | SF  | ND  | 11-6   |
| Vittorie-Sconfitte            | 0-0 | Non disputati | Non disputati | Non disputati | 1-1 | Non disputati | Non disputati | Non disputati | 5-0 | Non disputati | Non disputati | Non disputati | 1-1  | Non disputati | Non disputati | Non disputati | 0-1  | Non disputati | Non disputati | Non disputati | 1-1  | Non disputati | Non disputati | Non disputati | 3-2 | ND  | 11-6   |

### Doppio misto
| Torneo                     | 1996 | 1997 | 1998 | 1999 | 2000 | 2001 | 2002 | 2003 | 2004 | 2005 | 2006 | 2007 | 2008 | 2009 | 2010 | 2011 | 2012 | 2013 | 2014 | 2015 | 2016 | 2017 | V–S   |
| -------------------------- | ---- | ---- | ---- | ---- | ---- | ---- | ---- | ---- | ---- | ---- | ---- | ---- | ---- | ---- | ---- | ---- | ---- | ---- | ---- | ---- | ---- | ---- | ----- |
| Tornei Grande Slam         |      |      |      |      |      |      |      |      |      |      |      |      |      |      |      |      |      |      |      |      |      |      |       |
| Australian Open, Melbourne | 2T   | 1T   | A    | A    | A    | A    | A    | 2T   | 1T   | QF   | F    | V    | 1T   | QF   | 2T   | V    | A    | A    | V    | F    | A    | A    | 29–9  |
| Roland Garros, Parigi      | A    | A    | A    | A    | A    | A    | A    | 1T   | 2T   | 2T   | F    | 1T   | 1T   | 2T   | 1T   | 1T   | 1T   | F    | QF   | 2T   | A    | 1T   | 14–14 |
| Wimbledon, Londra          | A    | A    | 3T   | A    | A    | A    | A    | 2T   | 3T   | A    | QF   | SF   | QF   | 3T   | 3T   | SF   | QF   | V    | SF   | QF   | 2T   | 3T   | 29–14 |
| US Open, New York          | A    | QF   | 1T   | A    | A    | A    | A    | F    | SF   | 2T   | 1T   | 1T   | 1T   | 2T   | SF   | 2T   | 1T   | SF   | 1T   | A    | A    | A    | 18–14 |
| Vittorie-Sconfitte         | 1–1  | 2–2  | 2–2  | 0–0  | 0–0  | 0–0  | 0–0  | 6–4  | 5–4  | 4–3  | 10–4 | 8–3  | 2–4  | 5–4  | 5–3  | 8–3  | 2–3  | 12–2 | 10–3 | 7–3  | 0–1  | 1–2  | 90–51 |